# 極楽寺殿御消息
極楽寺殿御消息(ごくらくじどのごしょうそく)とは、鎌倉時代の武士、北条重時が認めた家訓。同じ重時の執筆した六波羅殿御家訓とはしばしば比較検討の対象となる。赤橋長時の後任として常盤時茂が六波羅探題北方に着任した時に与えられたものと考えられる。

## 成立年代
1256年から1261年の間と考えられる。文面からは仏教的色彩が強く感じられることから、重時出家の1256年以降である可能性が高いとされる。

## 作者
この家訓は重時作者だと言われているが、確実に重時の作と言われる『六波羅殿御家訓』と異なり、『極楽寺殿御消息』は重時が作者であるという確証がない。比べれば文章に共通する要素が見られるものの、『六波羅殿御家訓』よりは抽象的な文章が多く、作者を重時と断定できない。現状では重時作なのか、そうでないのか、どちらの説を採用するにおいても明確な証拠が存在しない。
重時没後の1273年、十三回忌の折、極楽寺に多宝塔が建立された。その際提出された供養願文、重時の子達が「庭訓、耳に駐まる」と述べている。この時『六波羅殿御家訓』を宛てた北条長時も既に没していること、その為重時の子達は北条義政や北条業時であると考えられることから、長時に宛てた『六波羅殿御家訓』以外にも、重時が家訓を残した可能性はあり、それが『極楽寺殿御消息』だったのではないか、と推測されている。

## 概要
『六波羅殿御家訓』同様、息子達に読ませ、守らせることを目的に執筆されたと考えられる。主に『六波羅殿御家訓』は嫡子長時に読ませることを想定していたが、『極楽寺殿御消息』は、長時、業時、義政、忠時、さらに長時の嫡子北条義宗までも読ませる対象に入っていたとされる。成立年代から、この時六波羅探題として在京していた北条時茂はその対象外だったと考えられる。また、この家訓を息子達に厳守させるために、神仏の権威をたびたび前面に出している。
一条の章句が、『御成敗式目』の一条の章句と酷似しており、『御成敗式目』の影響を強く受けたと推定される。また、宗教的な権威をもって、教訓を正当化、神格化している記述が多く見られる。
四十四条には、「人が年齢によって振舞うべき態度」という教訓が書かれており、20代までは、人並みに芸能を嗜み技術を身につけよ、30代から50代までは、「君を守り」「民を育み」「身を納め」「内に五戒を保って政道を旨とすべし」と言い、そして、60代になったら、後世一大事を願い、ひたすら念仏に没頭せよ、と教えている。これはまさしく重時が歩んできた人生と同じであり、重時は自分の生涯を模範として、息子達にもこのように生き、鎌倉幕府を支えるべしと教訓した。また、この条文は、重時が自分自身を「家」の父祖として絶対的権威のある存在として自認していた証と指摘される。また、五十四条からは、重時が惣領制を擁護、是認し、総領を宗教的な権威も借りて絶対的な権威として確立していることを伺わせている。
重時は、かつて、自分の兄北条朝時が同じく兄である執権北条泰時に反抗した記憶から、息子達の間に不和が起こることを恐れた。重時の息子達の内、長時と義政、業時らとでは母親が違ったため、「継母であっても本当の母として接しろ」と教訓している他、嫡子長時には、「庶子を蔑ろにするな」、義政、業時ら庶子達には、「惣領の恩を思うべし」と教訓する。
また、重時や、北条時頼も重視していた『撫民』の思想もこの家訓には表れている。七十五条や七十七条では、百姓への接し方について書かれている。十三条や九十七条では「世の為人の為行動せよ」と教えている。
四十八条や五十条では、女性の成仏について記述されている。五十条によれば、重時は『「女人成仏」はないと言われているが(女は仏になりがたき)、念仏に専念すれば女性でも男性と変わらず成仏できる』、と説いている。重時の妻である平基親の娘も重時同様念仏の熱心な信者であり、この条文は重時の妻への配慮がうかがえ、彼の愛妻家としての一面が見えていると指摘される。この他にも四十九条や九十条で、女性を尊重することを説いている。
七条から九条では食事のマナーについて教えている。十七条では扇の使い方、十六条、十八条では身だしなみ、十九条では馬の選び方について教えている。そのほかにも九十五条をはじめ、世間体や人の評判には常に気配りをするようにと重時は教えており、重時の周囲を気にする繊細な性格を表している。こうした傾向は『六波羅殿御家訓』にもみられるが、『六波羅殿御家訓』ほどの神経質さは『極楽寺殿御消息』のそれらからは感じられない。

## 現存状況
2種類の写本があり、前田育徳会尊経閣文庫と国立歴史民俗博物館にそれぞれ所蔵されている。前者は九十九条、後者は百七条で構成されている。写された時期は尊経閣文庫のものが室町時代中期、国立歴史民俗博物館のものが1550年とされている。国立歴史民俗博物館所蔵の写本は、尊経閣文庫所蔵の写本の誤りと思わしき記述が訂正されている他、尊経閣文庫写本には見られない九ヶ条がある。ただし、二十四条が欠落している。